# Osgyányi Vilmos
Osgyányi Vilmos (Ásotthalom, 1951. január 6.) Munkácsy Mihály-díjas magyar kőszobrász-restaurátor művész.

## Életút
A szegedi Tömörkény István Ipari Szakközépiskola elvégzése után a Magyar Képzőművészeti Főiskolán Szakál Ernő kőszobrász-restaurátor művész tanítványaként szerzett diplomát 1977-ben. 1973-tól az Országos Műemléki Felügyelőség ösztöndíjasaként dolgozott, mint kőrestaurátor. 1987 óta önálló restaurátor művészként tevékenykedik. 1999 és 2000 között a kolozsvári Babeş-Bolyai Tudományegyetemen kőrestaurálási ismereteket oktatott. 2004-ben munkásságáért Munkácsy Mihály-díjjal tüntették ki. 2006-ban a sárospataki Rákóczi-várban végzett, reneszánsz kőfaragványok restaurálásáért és a Lorántffy-loggia rekonstrukciójáért Építészeti Nívódíjjal tüntették ki.

## Fontosabb munkái
- 1982                A Sallaburgban kiállított Mátyás-kori reneszánsz kőfaragványok restaurálása
- 1984 - 1995     A sárospataki Vöröstorony (Öregtorony) reneszánsz kőfaragványainak restaurálása team-munkában
- 1992 - 1999     A jáki templom kőrestaurátori munkálatai team-munkában
- 1993 - 2004     A pécsi Szent Péter- és Szent Pál-székesegyházból származó román kori kőfaragványok restaurálása, valamint a dóm kőszerkezeti rekonstrukcióinak és installációinak elkészítése, melyből 2004-ben új önálló múzeumként megnyílt a Dóm Múzeum
- 1997 - 2002     A zsámbéki premontrei templomrom restaurálása team-munkában
- 2000 - 2004     A sárospataki Rákóczi-vár palotaszárnyak kőfaragványainak restaurálása
- 2001 - 2006     A székesfehérvári Nemzeti Emlékhely kőrestaurátori tervezése és romkonzerválási munkálatai team-munkában
- 2001 - 2005     Veszélyelhárító feladatok, feltáró-kutatói kőrestaurátori vizsgálatok és kőrestaurálási engedélyezési terv készítése a budavári Nagyboldogasszony-templom helyreállításhoz
- 2005 - 2006     A nyírbátori Báthori Várkastély helyreállítása, rekonstruktív kőszerkezetek (loggia) készítése
- 2007                Az esztergomi Özicseli Hadzsi Ibrahim-dzsámi kőrestaurátori munkálatai
- 2007                A pécsi Zsolnay Múzeum épülethez tartozó beépített kőfaragványok restaurálása
- 2007                A pécsi Zsolnay Vilmos szobor restaurálása
- 2010 - 2011     A Siklósi vár rekonstrukció I. üteméhez tartozó kőrestaurátori munkák elvégzése, a loggia rekonstrukciója
- 2012                Az edelényi L’Huillier–Coburg-kastély külső homlokzatainak kőrestaurálási munkái, valamint a díszterem stukkók és kandallók rekonstrukciója
- 2012 - 2013     A zirci ciszterci apátsági templom toronysisakjainak, nyugati homlokzatának és az apátsági épület homlokzatainak restaurálása, a kőkiállítás kivitelezése
- 2013                Az egri Minorita templom főhomlokzatának kőrestaurálási feladatai
- 2013                A pécsi Középkori Egyetem kőtár kiállításban szereplő középkori kőfaragványok restaurálása, installációk készítése
- 2014 - 2015     A sárospataki I. Rákóczi György ágyúöntő műhely romkonzerválása, az eredeti öntőműhely rekonstrukciója
- 2014                A székesfehérvári Nagyboldogasszony- és Nepomuki Szent János-templom homlokzatának kőrestaurálási munkálatai
- 2015 - 2016     A füzéri Várkápolna rekonstrukciója, a pinceszinten létesült kőtár kiállítás elkészítése

## Kiállítások
- 2001 Budapest, Budapesti Tavaszi Fesztivál keretében "Évszázadok emlékei kőszobrokon" címmel önálló kiállítás a Szent Mihály kápolnában jelentősebb restaurálási munkákból Sárospatak, Ják, Esztergom és Pécs
- 2011 Budapest, Művészcsaládok a Hegyvidéken, "Véghseő-Osgyányi családi műhely kiállítás"

## Tagság
Magyar Restaurátor Kamara (elnök, 2020-)